# Зрошувальна вулиця (Київ)
Зро́шувальна ву́лиця — вулиця в Дарницькому районі міста Києва, місцевість Нова Дарниця. Пролягає від Приколійної вулиці до Ремонтної вулиці.
Прилучаються вулиці Ремонтна та Академіка Горбунова.

## Історія
Вулиця виникла у середині XX століття. Сучасна назва — з 1958 року.

## Важливі установи
- Спеціалізована дитячо-юнацька школа олімпійського резерву по футболу «Атлет» (буд. № 4)
- Вище професійне кулінарне училище № 10 (буд. № 5-А)